# أكرم الجاف
أكرم الجاف هو سياسي عراقي سابق، شغل منصب وزير الزراعة للفترة من 6 أيلول 1965 حتى 11 كانون الأول 1965.
شغل قبلها منصب رئيس مجلس إدارة انحصار التبغ.
كان أكرم الجاف ضمن الأطراف الكردية المفاوضة لحكومة حزب البعث في العراق بعد ثورة 17 تموز 1968.